# Миллер, Клод
Клод Милле́р (фр. Claude Miller; 20 февраля 1942, Париж — 4 апреля 2012, Париж) — французский кинорежиссёр, сценарист и продюсер.

## Биография
Родился 20 февраля 1942 года в Париже в еврейской семье. В 1961 году поступил в Институт кинематографии (L’Institut des hautes études cinématographiques, IDHEC).
С середины 1960-х работал помощником режиссёра, участвуя в съемках фильмов Марселя Карне, Мишеля Девиля, Жан-Люка Годара. В 1976 году снял свой первый полнометражный фильм «Лучший способ маршировки». За этот фильм режиссёр был номинирован на две премии «Сезар» — как постановщик и сценарист. За годы творческой активности был 15 раз номинирован на премию «Сезар», из них семь раз как лучший режиссёр, но получил премию только один раз — за сценарий ленты «Под предварительным следствием» (1981, совместно с Мишелем Одиаром и Жаном Эрманом). Картина Миллера «Зимние каникулы» (1998) отмечена призом жюри Каннского кинофестиваля. Выступал как актёр в нескольких фильмах Годара, Трюффо и других.
В 2007—2010 годах был президентом крупнейшей французской киношколы La Fémis (прежде IDHEC). В течение двадцати лет (1993—2012) возглавлял сеть Europa Cinemas, которая объединяет артхаусные кинотеатры, поддерживающие европейское кино.
На момент смерти работал над экранизацией «Тереза Дескейру» Франсуа Мориака. Фильм был выбран для закрытия Каннского кинофестиваля 2012 года.
Скончался от рака в Париже 4 апреля 2012 года.

## Фильмография

### Режиссёр
- 1967 — Джульетта в Париже / Juliet dans Paris (короткометражный)
- 1969 — Обычный вопрос / La Question ordinaire (короткометражный)
- 1971 — Камилла / Camille ou la comédie catastrophique (короткометражный)
- 1976 — Лучший способ маршировки / La Meilleure Façon de marcher (номинация на премию «Сезар»)
- 1977 — Скажите ей, что я её люблю / Dites lui que je l’aime (по роману Патриции Хайсмит)
- 1981 — Под предварительным следствием / Garde à vue (номинация на премию Сезар)
- 1983 — Смертельная поездка / Mortelle randonnée
- 1985 — Дерзкая девчонка / L’Effrontée (премия Луи Деллюка, номинация на премию Сезар)
- 1988 — Маленькая воровка / La Petite Voleuse
- 1992 — Аккомпаниаторша / L’Accompagnatrice
- 1994 — Улыбка / Le Sourire
- 1995 — Дети Люмьера / Les enfants de Lumière
- 1995 — Люмьер и компания / Lumière et compagnie
- 1998 — Зимние каникулы / La Classe de neige (по роману Эмманюэля Каррера; премия жюри Каннского МКФ)
- 2000 — Комната волшебниц / La Chambre des magiciennes
- 2001 — Похищение для Бетти Фишер / Betty Fisher et autres histoires (по роману Рут Ренделл)
- 2003 — Малышка Лили / La Petite Lili (по Чайке Чехова) (в конкурсной программе Каннского фестиваля 2003 г.)
- 2007 — Семейная тайна / Un secret (номинация на премию Сезар)
- 2009 — Marching Band (документальный)
- 2009 — Я счастлив, что моя мать жива / Je suis heureux que ma mère soit vivante (вместе с сыном, Натаном Миллером)
- 2011 — Посмотрите, как они танцуют / Voyez comme ils dansent
- 2012 — Тереза Д. / Thérèse D. (по роману Франсуа Мориака Тереза Дескейру)

### Сценарист
- 1969 — Обычный вопрос / La Question ordinaire (короткометражный)
- 1971 — Возвращение надоедливой букашки / Fantasia chez les ploucs
- 1971 — Камилла / Camille ou la comédie catastrophique (короткометражный)
- 1976 — Лучший способ маршировки / La Meilleure Façon de marcher (номинация на премию «Сезар»)
- 1977 — Скажите ей, что я её люблю / Dites lui que je l’aime
- 1978 — Черепаха на спине / La tortue sur le dos
- 1981 — На самый юг / Plein sud
- 1981 — Под предварительным следствием / Garde à vue (премия Сезар за лучший сценарий)
- 1985 — Дерзкая девчонка / L’Effrontée (номинация на премию Сезар)
- 1987 — Ветер паники / Vent de panique
- 1988 — Маленькая воровка / La Petite Voleuse
- 1992 — Аккомпаниаторша / L’Accompagnatrice
- 1994 — Улыбка / Le Sourire
- 1998 — Зимние каникулы / La Classe de neige
- 2000 — Комната волшебниц / La Chambre des magiciennes
- 2001 — Похищение для Бетти Фишер / Betty Fisher et autres histoires
- 2003 — Малышка Лили / La Petite Lili
- 2007 — Семейная тайна / Un secret (номинация на премию Сезар)
- 2009 — Я счастлив, что моя мать жива / Je suis heureux que ma mère soit vivante (вместе с сыном, Натаном Миллером)
- 2011 — Посмотрите, как они танцуют / Voyez comme ils dansent

### Продюсер
- 1975 — История Адели Г. / L’histoire d’Adèle H.
- 1994 — Улыбка / Le Sourire
- 2009 — Marching Band (документальный)

### Актёр
- 1967 — Две или три вещи, которые я знаю о ней / 2 ou 3 choses que je sais d’elle —  Bouvard
- 1970 — Дикий ребёнок / Enfant sauvage, L — господин Лемери
- 1976 — Компьютер для похорон / L’ordinateur des pompes funèbres
- 1978 — Черепаха на спине / La tortue sur le dos — Пьер
- 2005 — Жизнь Мишеля Мюллера прекрасней вашей / La vie de Michel Muller est plus belle que la vôtre — Клод Миллер
- 2006 — Идеальный друг / Un ami parfait — профессор Андре Бат